# PhoneSat

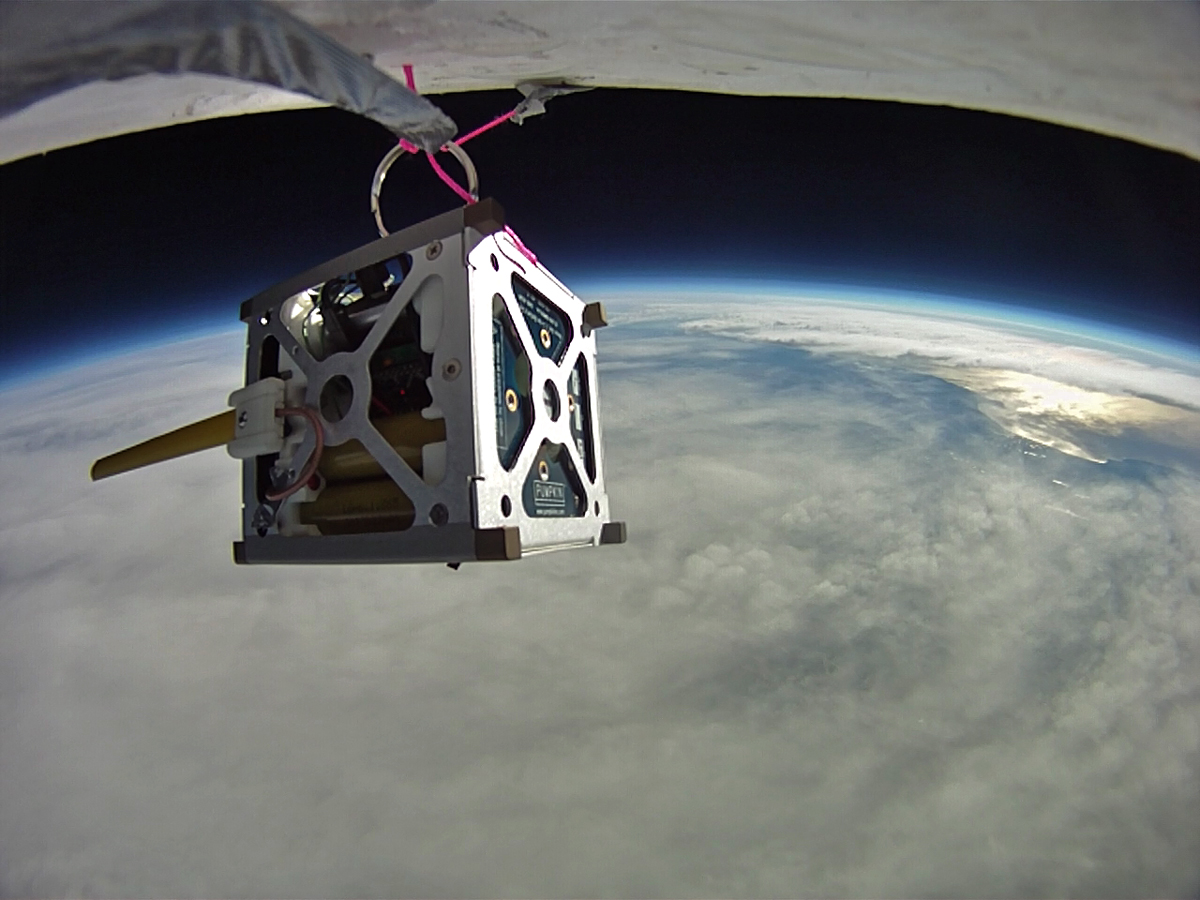
PhoneSat версії 1.0 під час тестування (політ на великі висоти на метеозонді)

PhoneSat — проект NASA в рамках програми Small Spacecraft Technology Program по створенню наносупутників з використанням немодифікованих комерційних смартфонів і запуску таких супутників на низьку навколоземну орбіту. Проект був розпочатий у 2009 році в NASA Ames Research Center (Moffett Field, Каліфорнія).
Типовий смартфон 2012-2013 років має швидкий мікропроцесор, кілька камер, значну кількість ОЗП і флеш-пам’яті, кілька акселерометрів і гіроскопів, компас, приймач GPS, кілька радіоінтерфейсів.
Вартість компонентів, що використовуються для створення наносупутника, склала від 3500 доларів для першої версії і менше 7 тисяч доларів для другої версії. Наносупутник збудований за стандартом CubeSat і має розмір 1U — близько 10x10x10 см, вагу близько 1 кг. Для порівняння, вартість класичного CubeSat оцінюється в 20-40 тис. доларів.

## Версії
PhoneSat версії 1.0 використовує смартфон Nexus One (HTC) як бортовий обчислювач. У цій версії не використовуються сонячні батареї, живлення супутника відбувається за рахунок енергії 12 літій-іонних батарей.
PhoneSat версії 2.0 використовує смартфон Nexus S (Samsung). До платформи додано два радіопристрої, що працюють в S-діапазоні для зв’язку із Землею. Також встановлено сонячні батареї для підживлення бортових акумуляторів. Для керуання орієнтацією можуть встановлюватися кілька катушок magnetorquer і невеликих маховиків.

## Запуски

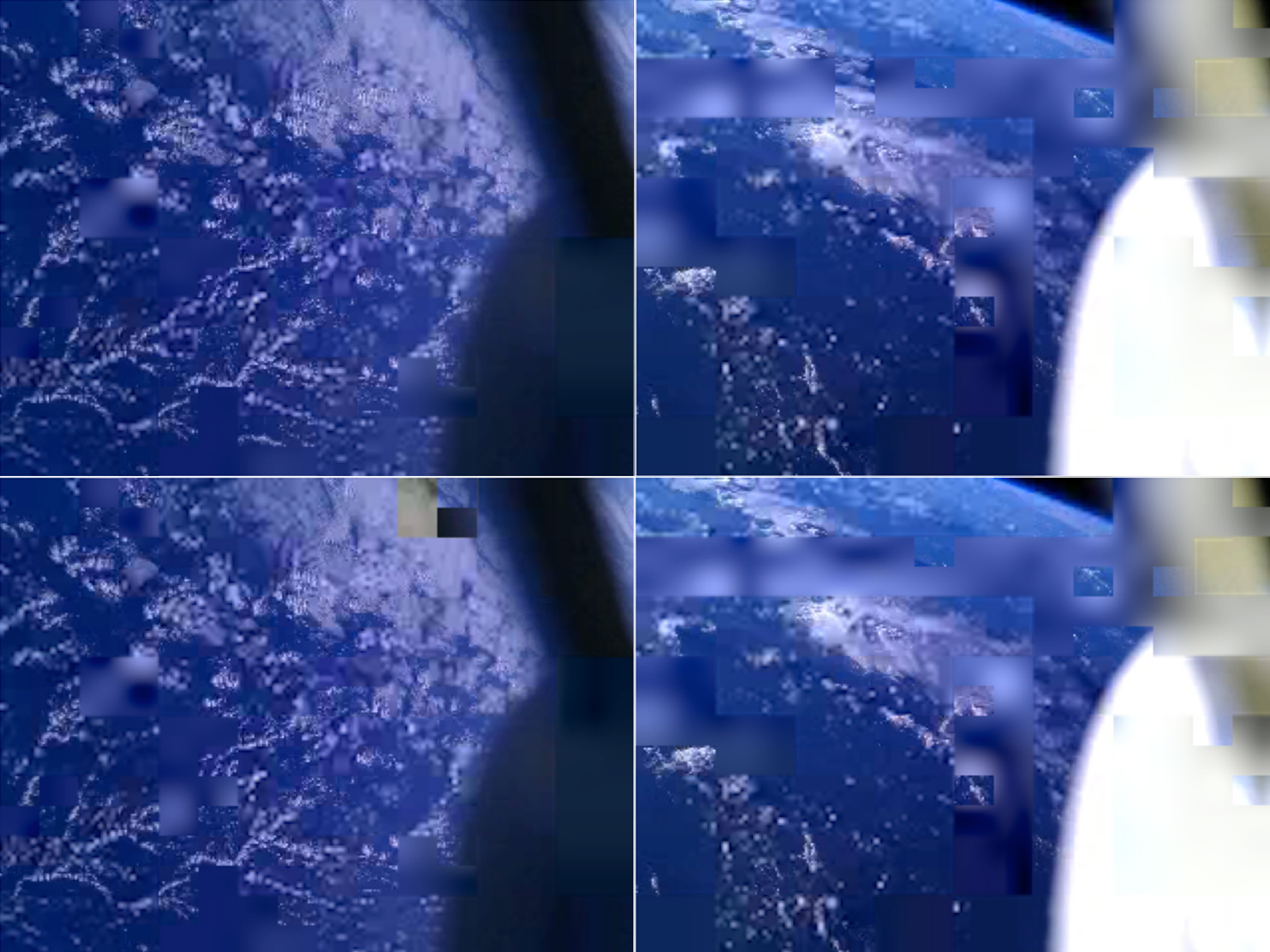
Фотографії землі з орбіти

Станом на квітень 2013 було запущено три супутника PhoneSat. Два з них, Graham і Bell створені на платформі версії 1.0; третій, Alexander — на платформі версії 2.0. Всі три були запущені як додаткове навантаження в першому польоті ракети Антарес 110 «A-ONE» 21 квітня 2013 року в 21:00 UTC. Запуск був зроблений із стартового майданчика LP-0 Середньоатлантичного регіонального космопорту на острові Уоллопс.
Супутники були названі в честь Александра Белла (Alexander Graham Bell), винахідника телефону.
Вони важять 1.25 кг, 1.3 кг і 1.426 кг